# The Runaways (band)
The Runaways was een uit vrouwen bestaande Amerikaanse rockband, die van 1975 tot 1979 hardrock, pop en punk speelde. In die periode bracht de band vier studioalbums en één livealbum uit. In de Verenigde Staten hadden The Runaways weinig succes. De band was populairder in Europa en vooral in Japan.

## Carrière
The Runaways werden eind 1975 geformeerd door de 16-jarige drummer Sandy West en de 17-jarige gitariste Joan Jett, nadat ze beiden kennis hadden gemaakt met producent Kim Fowley. Ze waren geïnspireerd door de gedichten van de 14-jarige songwriter Kari Krome.  De meisjes wilden een volledig vrouwelijke band formeren en Fowley was altijd op zoek naar iets nieuws dat goed in de markt lag. Dus zochten ze samen naar een geschikte bassiste en een zangeres, die ze vooralsnog vonden in Michael 'Micki' Steele. De band nam een demoalbum op, dat echter niet werd uitgebracht. Micki Steele verliet de band in 1975. Vervolgens kwamen Lita Ford (gitaar), Cherie Currie (zang) en Jackie Fox (basgitaar) erbij. Er werd een contract getekend bij Mercury Records. In die bezetting werd op 16 maart 1976 het debuutalbum The Runaways uitgebracht. Vervolgens ging de band op tournee door de Verenigde Staten en speelden ze talrijke uitverkochte shows.
Maar The Runaways kregen in de Verenigde Staten weinig aandacht, wat waarschijnlijk deels lag aan het ruige imago dat Fowley voor de band had bedacht. Jonge meiden die zelf hun instrumenten bespeelden en die regelmatig over seks, alcohol en het leven op straat zongen, werd in de Verenigde Staten niet goed ontvangen. In Japan daarentegen waren ze bijzonder succesvol. Daar speelden ze uitverkochte concerten en voerden ze met hun song Cherry Bomb zelfs de Japanse hitlijst aan. Ook in Europa was de band redelijk populair. Op 3 januari 1977 verscheen het tweede album Queens of Noise. Dat album deed het in de Amerikaanse hitlijsten iets beter dan zijn voorganger en de band begon toen aan een wereldtournee. Het album Live in Japan (met optredens in Tokio) kwam voort uit deze tournee en verscheen in oktober 1977. In juli 1977 verliet bassiste Jackie Fox de band tijdens de Japanse tournee vanwege spanningen tussen de bandleden, gevolgd door zangeres Cherie Currie in hetzelfde jaar.
Joan Jett nam nu de zang voor haar rekening, en Jackie Fox werd vervangen door Vicki Blue. In deze nieuwe bezetting bracht de band in december 1977 het album Waiting for the Night uit, dat de Amerikaanse hitlijst echter niet haalde. Kim Fowley, die ondertussen niet meer geïnteresseerd was in de band, nam ontslag als hun manager. Hun nieuwe manager werd Toby Mamis. Langzaam maar zeker begonnen ook muzikale meningsverschillen de kop op te steken, omdat Joan Jett zich interesseerde voor (bubblegum)punk en glamrock. Sandy West en Lita Ford daarentegen hadden een voorkeur voor hardrock en heavy metal. In 1978 bracht de band haar laatste album And Now... The Runaways uit. De producent was John Alcock. Tijdens de opnamen verliet Vicki Blue de band. Het album was in het begin alleen in Europa en Japan verkrijgbaar. De nieuwe basgitariste werd Laurie McAllister. De band speelde zijn laatste concert op oudejaarsavond 1978 in San Francisco. The Runaways gingen definitief uit elkaar in april 1979.

## Solocarrières
- Cherie Currie bracht in 1978 het album Beauty's Only Skin Deep uit en samen met haar tweelingzus Marie Currie in 1980 het album Messin' with the Boys.
- Joan Jett begon aan een succesvolle solocarrière en richtte in de jaren tachtig met producent Kenny Laguna[7] de band The Blackhearts op.
- Lita Ford had in de jaren tachtig enkele pop-metal-hits en werkte samen met onder andere Ozzy Osbourne. Tot op heden heeft ze negen studioalbums uitgebracht.
- Jackie Fox trok zich terug uit de muziekwereld, studeerde strafrecht en werd advocate.
- Vicki Blue maakte in 2004 de documentaire Edgeplay over The Runaways.
- Sandy West maakte met de Sandy West Band verder muziek. Ze overleed in oktober 2006 na een lang ziekbed aan kanker. In december 2006 werd een herdenkingsconcert gevierd met bands/artiesten als The Sandy West Band, Cherie Currie, The Bangles en The Donnas.
- Laurie McAllister, die in 1978 als vervanger van Vicki Blue basgitaar speelde, overleed in augustus 2011.

## Verfilming van de bandgeschiedenis
Het verhaal van The Runaways werd in 2009 onder de gelijknamige titel The Runaways verfilmd, met Kristen Stewart als Joan Jett, Dakota Fanning als Cherie Currie, Stella Maeve als Sandy West, Scout Taylor-Compton als Lita Ford en Michael Shannon als Kim Fowley. De regie was in handen van Floria Sigismondi. De film verscheen op dvd in oktober 2010. Kristen Stewart en Dakota Fanning zongen alle in de film live gespeelde songs zelf. Alleen de nummers I Love Rock 'N' Roll en Bad Reputation werden als origineel van Joan Jett gespeeld.

## The Runaways in Nederland
- 29 november 1977 - Paradiso Amsterdam[8]
- 5 juli 1978 - Stokvishal, Arnhem
- 6 juli 1978 - Paradiso, Amsterdam

## Discografie

### Singles
- 1976: Cherry Bomb
- 1976: Dead End Justice
- 1976: Secrets
- 1977: Queens of Noise
- 1977: Heartbeat
- 1977: Schooldays
- 1978: Mama Weer All Crazee Now
- 1979: Right Now

### Studioalbums
- 1976: The Runaways
- 1977: Queens of Noise
- 1977: Waiting for the Night
- 1978: And Now... The Runaways

### Livealbums
- 1977: Live in Japan

### Verzamelalbums
- 1980: Flaming Schoolgirls (odds-and-sods compilatie)
- 1993: Born to be Bad (early demos compilatie)
- 2004: Edgeplay: Film About Runaways (soundtrack)